# Ой, къде изчезна Ной!
„Ой, къде изчезна Ной!“ (на английски: Ooops! Noah is gone…) е детски анимационен филм от 2015 година на режисьора Тоби Генкел по негов сценарий в съавторство с Ричи Конрой, Марк Ходкинсън и Мартейн Торисон. Той е международна копродукция на компании от Германия, Люксембург, Белгия и Република Ирландия.
Комедийният приключенски сюжет е развит около опитите на две животни да спасят децата си, изпаднали от Ноевия ковчег.
В България филмът е пуснат по кината на 30 октомври 2015 г. от Про Филмс.